# Burg Berg (Mechernich)
Die Burg Berg war ursprünglich eine Wasserburg aus dem 12. Jahrhundert. Sie liegt am nordöstlichen Rand der Eifel in Mechernich (Ortsteil Berg) im Kreis Euskirchen und besteht aus einem freistehenden Burghaus mit Turm und einer nordöstlich vorgelagerten, ehemaligen Vorburg.

## Geschichte
Burg und Gemeinde Berg werden bereits 699 erwähnt. In diesem Jahr erhielt der heilige Willibrord die „villa“ Berg von Irmina von Oeren, einer Verwandten des Karolingerhauses, zum Geschenk.
Unterhalb der heutigen Niederungsburg finden sich wahrscheinlich Reste der alten Burg aus dem späten 9. Jahrhundert als Hügel im Tal.
Sie diente an den zwei hier zusammentreffenden historischen Straßenzügen als Flucht- und Schutzburg vor möglichen Überfällen. Im 14. Jahrhundert wurde das Adelsgeschlecht von Berg dort ansässig, wobei sie Burg und Land zum Rittersitz ausbauten. Im 18. Jahrhundert wechselte die Burg in das Eigentum des Freiherrn Clemens August von Syberg zu Eicks und dient seitdem als Pachthof.